# Bogso
Bogso est un vilage de la région du Centre du Cameroun, situé dans la commune d'Éséka à 79 km de Yaoundé, dans le département du Nyong-et-Kéllé, arrondissement d'Éséka.

## Géographie
Le village Bogso est localisé à 3° 43' 60 N de latitude et 10° 49' 0 E de longitude. 
Il est arrosé par la Mouanda.

## Population et développement
La population de Bogso était de 731 habitants lors du recensement de 2005, principalement des Bassa. 

## Festival international Bogso-Éséka
Le Festival international de Bogso-Eséka (FIBE) a été initié dans ce village en février 2007. C'est une biennale culturelle pilotée par la Chefferie de Bogso sous la forme d'un Théâtre forum. L'objectif est la promotion de la culture des peuples Bantu d'Afrique dont celle des Bassa - Mpoo - Bati dans leur espace géographique. Les grandes articulations du FIBE sont l'Académie initiatique des savoirs différenciés et ses rencontres, le forum économique porté par le FIBELab en tant qu'incubateur d'entreprises, des conférences, des spectacles culturels et des projections de films. Le FIBE veut agir via la culture pour promouvoir un développement en faveur de la renaissance africaine. 
La deuxième édition du FIBE a eu lieu en 2011,. En 2019 le thème  de la 6ème édition était Mémoire et patrimoine, en 2021 Diasporique.
La 9ème édition du FIBE sur le thème Génération d'Afrique s'est déroulée du 23 au 26 avril 2025.